# Xã Balderson, Quận Marshall, Kansas
Xã Balderson (tiếng Anh: Balderson Township) là một xã thuộc quận Marshall, tiểu bang Kansas, Hoa Kỳ. Năm 2010, dân số của xã này là 82 người.